# ジェファーソン郡 (ウェストバージニア州)
ジェファーソン郡（英: Jefferson County）は、アメリカ合衆国ウェストバージニア州の東端、東パンハンドル部に位置する郡である。2010年国勢調査での人口は53,498人であり、2000年の42,190人から26.8%増加した。郡庁所在地はチャールズタウン市（人口5,259人）であり、同郡で人口最大の都市でもある。
ジェファーソン郡は1801年に設立された。ワシントン大都市圏に属している。

## 歴史

### 設立
ジェファーソン郡は1801年にバークレー郡から分離して設立され、郡名は、アメリカ独立宣言を起稿した者であり、第3代アメリカ合衆国大統領になったトーマス・ジェファーソンに因んで名付けられた。バージニア州にはそれ以前にジェファーソン郡があったが、ケンタッキー州が作られたときに、そこに含まれた。バージニア州の記録には、1780年から1792年までのジェファーソン郡と1801年から1863年までのジェファーソン郡が残されている。どちらも現在のバージニア州には残っておらず、州の英雄であるジェファーソンの名前を冠した郡は無い。

### ジョン・ブラウンの襲撃
1859年10月、奴隷制度廃止運動家のジョン・ブラウンがハーパーズ・フェリーの連邦軍武器庫を襲った後、ジェファーソン郡庁舎がその裁判の舞台になった。陸軍大佐ロバート・E・リー、中尉のJ・E・B・スチュアートおよびイズラエル・グリーンの指揮下で90名ほどの海兵がこの反乱を鎮圧した。
ブラウンは殺人、バージニア州に対する反逆、および奴隷の反乱を策謀した罪で死刑を宣告された。1859年12月2日、ブラウンはチャールズタウンの監獄から直ぐの広場に連れ出され、絞首刑に処された。ブラウンの処刑の観衆の中に、バージニア州知事ヘンリー・A・ワイズが、ウィリアム・ギルハム少佐とストーンウォール・ジャクソン少佐の監督下に派遣したバージニア士官学校の士官候補生1,500人がいた。またリッチモンド民兵中隊の中にはジョン・ウィルクス・ブースがいた。

### 南北戦争
南北戦争の間、両軍の前線がシェナンドー・バレーを行ったり来たりしたので、ジェファーソン郡は多くの戦闘の舞台になった。チャールズタウンなど郡内の幾つかの町は、何度もその支配する軍が入れ替わった。
ジェファーソン郡は現在ウェストバージニア州に入っている郡の中で奴隷解放宣言の実行を免れなかった唯一の郡である。バークレイ郡の他、ウェストバージニア州に含められた48郡は対象とならなかった。郡内の奴隷は1863年1月1日に法的に自由とされた。

### ウェストバージニア州への合流
バークレイ郡とジェファーソン郡は1861年5月23日に、バージニア州の連邦脱退を問うた住民投票で脱退に賛成していた。しかし、ポトマック川沿い、シェナンドー・バレーにある郡は、ウェストバージニア州設立を目指す政府に同意し、1863年にはウェストバージニア州への併合について住民投票で賛成した。ただし、この投票は北軍の占領下に行われ、疑問が残った。バージニア州は戦後にこれを無効化しようとしたが、現在もこれらの郡はウェストバージニア州にとどまっている。
新州を作ることについて合憲性がアメリカ合衆国最高裁判所で争われた。ウェストバージニア州への併合についての住民投票日に、南軍に従軍して地元に居なかった者達が戻ってきたとき、ウェストバージニア州への移管を認めようとしなかった。バージニア州議会は脱退条例を撤廃し、1866年にはウェストバージニア州に対して、これらの郡がバージニア州に属することを宣言するよう訴訟を起こした。一方で連邦議会は1866年3月10日に、移管を承認する合同決議を通した。1871年、アメリカ合衆国最高裁判所はこの「バージニア州対ウェストバージニア州事件」について、バークレイ郡とジェファーソン郡を含めウェストバージニア州のバージニア州からの分離を支持する判決を下した。
近年、ウェストバージニア州東パンハンドル部の特定郡がバージニア州に復帰する可能性について真剣に話し合われてきた。この動きは、経済状態の悪化に不満を抱き、またチャールストンのウェストバージニア州政府から無視されていると見なすこともあって、少なくとも幾らかの動機を得てきた。2011年、ウェストバージニア州下院議員のラリー・カンプは、モーガン、バークレイ、ジェファーソン各郡がバージニア州に復帰するかを住民投票に問う議案を提案した。

### 田園部郵便無料配達
1896年10月、ジェファーソン郡は田園部郵便無料配達を始めた国内初の郡になった。

## 地理
アメリカ合衆国国勢調査局に拠れば、郡域全面積は212平方マイル (549.1 km2)であり、このうち陸地210平方マイル (543.9 km2)、水域は2平方マイル (5.2 km2)で水域率は0.96%である。ジョン・デンバーのヒット曲『故郷へかえりたい』に歌われるブルーリッジ山脈とシェナンドー・バレーがあることで、ジェファーソン郡は州内唯一の郡である。州内の標高最低地点は郡内のハーパーズ・フェリーの東、ポトマック川沿いにあり、ポトマック川はそこからメリーランド州内に流れている。

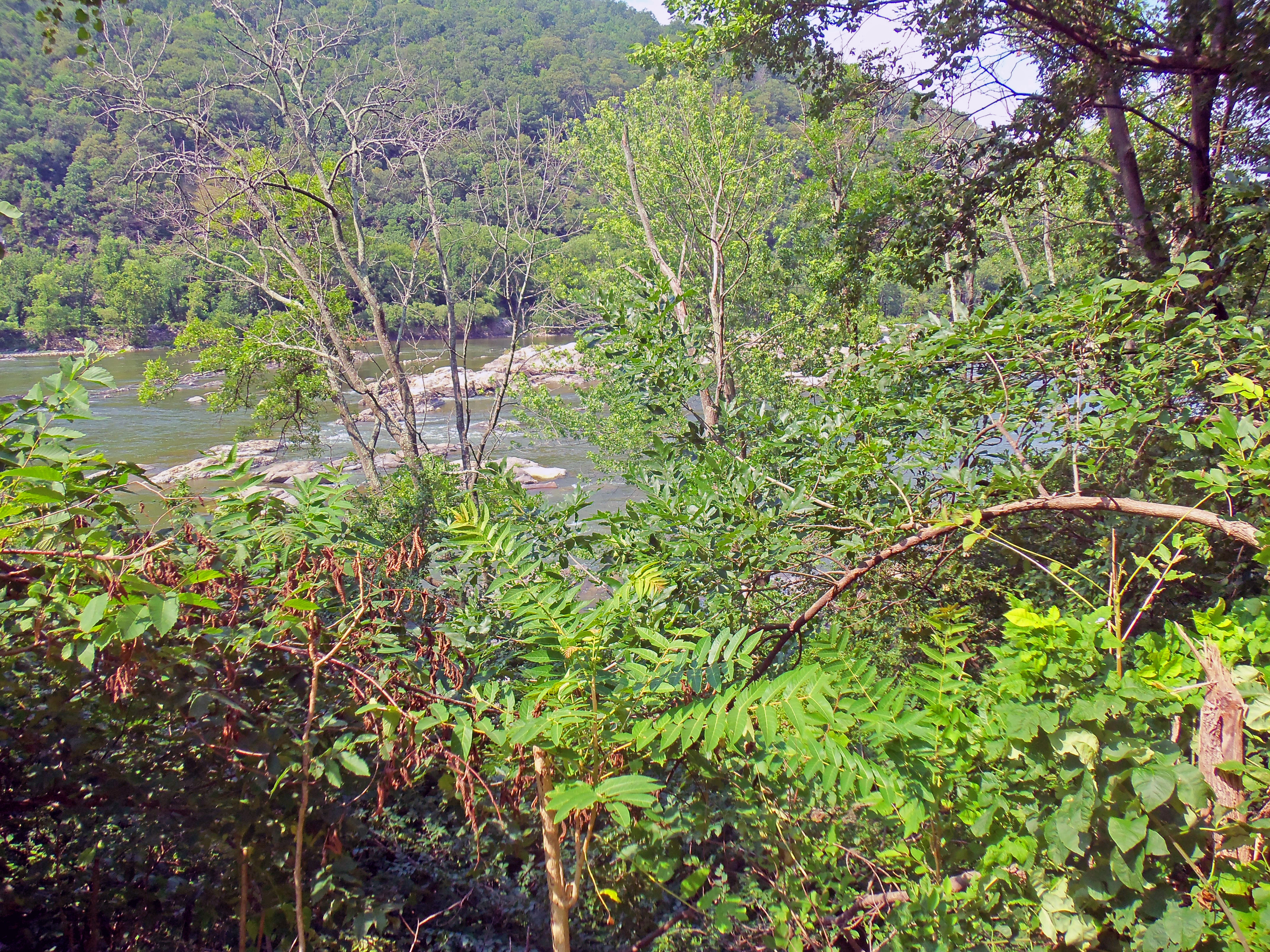
バージニア州、ウェストバージニア州、メリーランド州の州境が出会うトリプルポイント、ハーパーズ・フェリーの東、ポトマック川沿いにあり、ウェストバージニア州の標高最低地点である

### 主要高規格道路
- アメリカ国道340号線
- ウェストバージニア州道9号線
- ウェストバージニア州道45号線
- ウェストバージニア州道51号線
- ウェストバージニア州道115号線（旧ウェストバージニア州道9号線）
- ウェストバージニア州道230号線

### 隣接する郡
- ワシントン郡 (メリーランド州) - 北、ポトマック川の対岸
- ラウドン郡 - 東
- クラーク郡 (バージニア州) - 南西
- バークレー郡 - 北西

### 国立保護地域
- ハーパーズ・フェリー国立歴史公園（部分）

### 河川
- ポトマック川
  - オペコン・クリーク
- シェナンドー川

### 管理地区
郡は5つの管理地区に分割されている。
- チャールズタウン地区
- ハーパーズ・フェリー地区
- ケイブルタウン地区
- ミドルウェイ地区
- シェパーズタウン地区

## 歴史的な建物と構造物
- ミドルウェイ歴史的街区（1734年）
- ホワイトハウス農園（1740年）
- ホープウェル（1765年）
- ヘアウッド（1770年）
- マウントエレン（1790年頃）
- ニューホープウェル（1774年）、ジョンソンタウンとリータウンの間にあり、農地と歴史的な建物がある農園[5]
- ハッピー・リトリート（1780年）
- ブレイクリー（1820年）
- クレイモント・コート（1820年）
- シーダーローン（1825年）
- バーリーウッド・マナー（1846年）
- ジャックス・マニング農園（1848年）
- グレイス・エピスコパル教会（1851年）
- ケイブルタウン教会（1861年）
- ブラウン・シュガート邸（1885年）

### ギャラリー

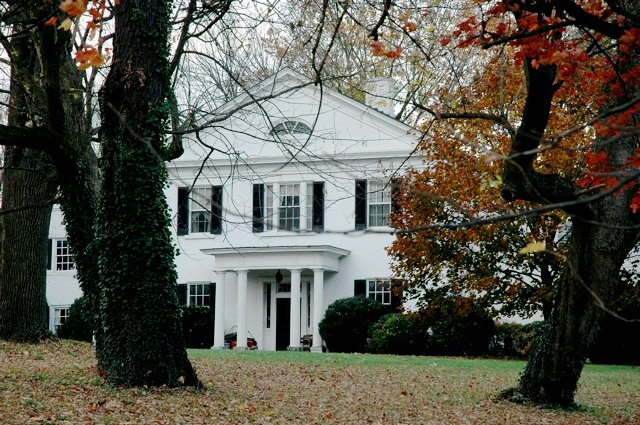
ハッピー・リトリート
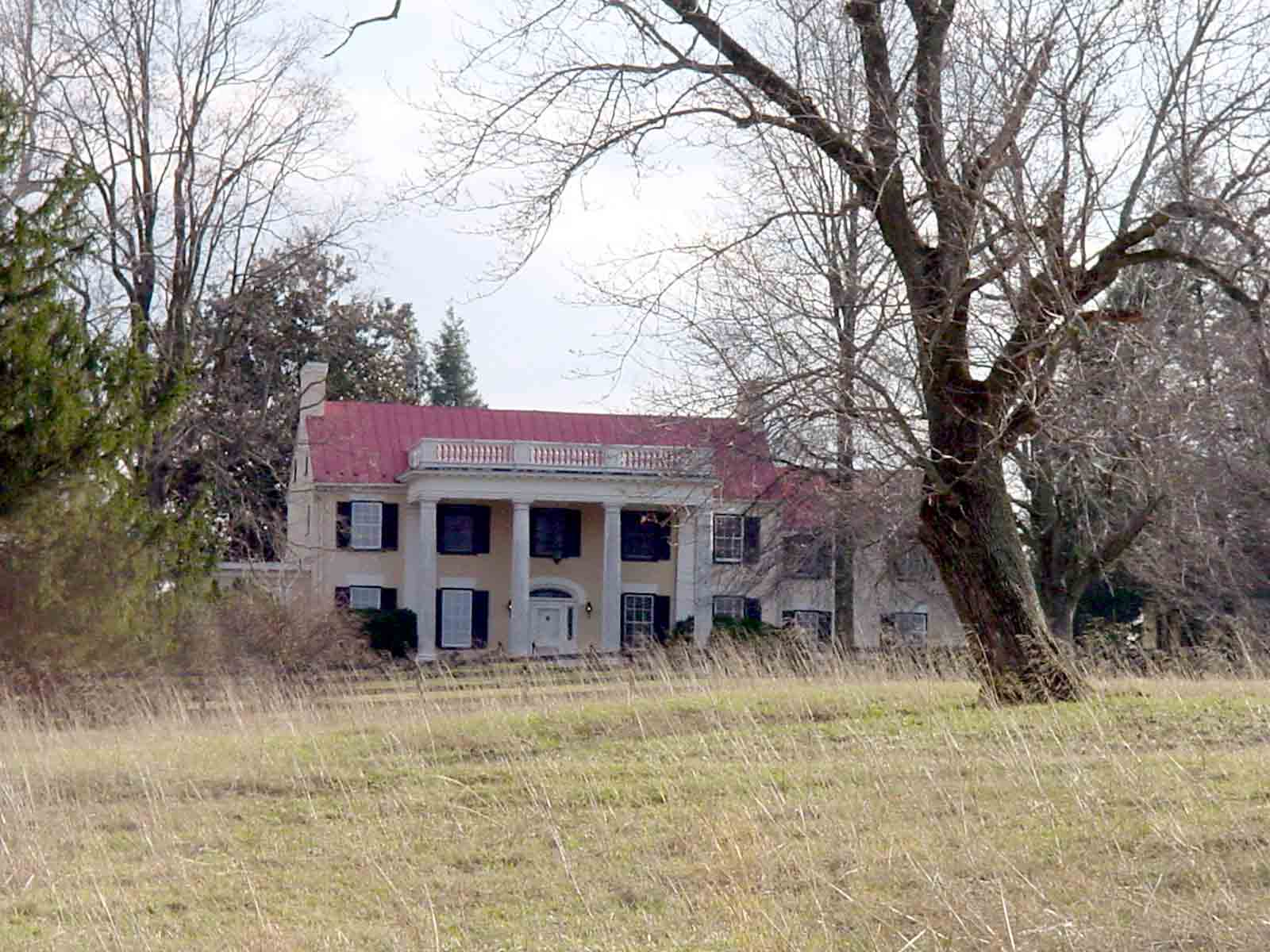
ブレイクリー
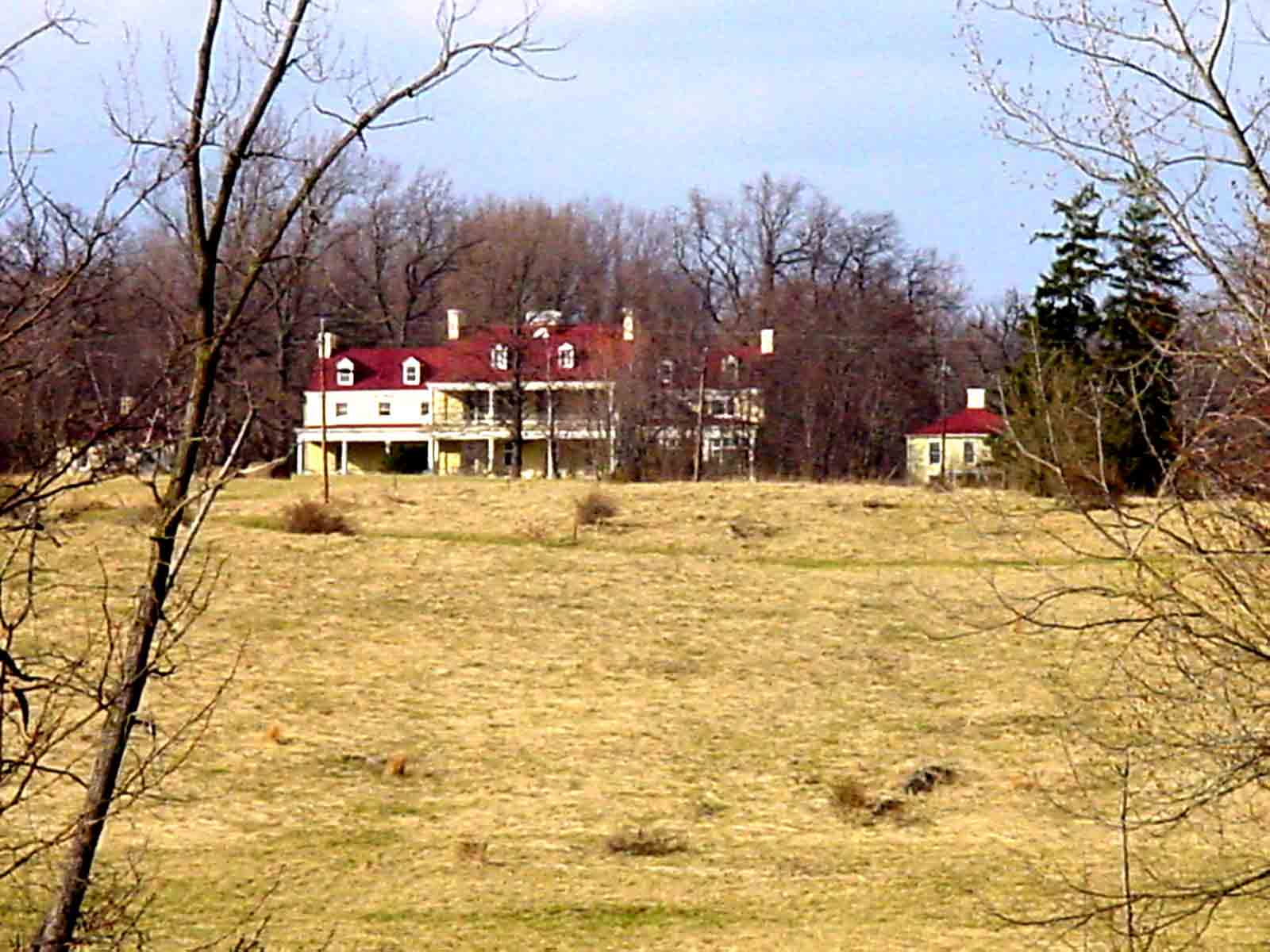
クレイモント・コート
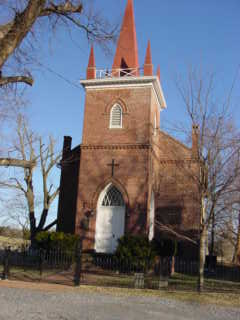
グレイス・エピスコパル教会
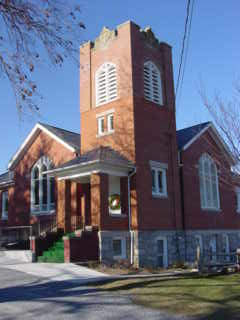
ケイブルタウン教会

## 人口動態
以下は2000年国勢調査による人口統計データである。
| 基礎データ - 人口: 42,190人 - 世帯数: 16,165 世帯 - 家族数: 11,315 家族 - 人口密度: 78人/km2（201人/mi2） - 住居数: 17,623軒 - 住居密度: 32軒/km2（84軒/mi2） 人種別人口構成 - 白人: 91.02% - アフリカン・アメリカン: 6.09% - ネイティブ・アメリカン: 0.28% - アジア人: 0.60% - 太平洋諸島系: 0.04% - その他の人種: 0.60% - 混血: 1.37% - ヒスパニック・ラテン系: 1.74% 年齢別人口構成 - 18歳未満: 23.9% - 18-24歳: 10.0% - 25-44歳: 29.9% - 45-64歳: 25.1% - 65歳以上: 11.2% - 年齢の中央値: 37歳 - 性比（女性100人あたり男性の人口） - 総人口: 97.9 - 18歳以上: 95.4 | 世帯と家族（対世帯数） - 18歳未満の子供がいる: 31.9% - 結婚・同居している夫婦: 55.9% - 未婚・離婚・死別女性が世帯主: 10.0% - 非家族世帯: 30.0% - 単身世帯: 23.2% - 65歳以上の老人1人暮らし: 8.5% - 平均構成人数 - 世帯: 2.54人 - 家族: 2.99人 収入と家計 - 収入の中央値 - 世帯: 44,374米ドル - 家族: 51,351米ドル - 性別 - 男性: 35,235米ドル - 女性: 26,531米ドル - 人口1人あたり収入: 20,441米ドル - 貧困線以下 - 対人口: 10.3% - 対家族数: 7.2% - 18歳未満: 11.4% - 65歳以上: 9.4% |

## 都市と町

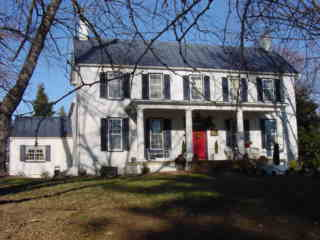
マウントエレン

### 法人化市と町
- チャールズタウン市 - 郡庁所在地
- ハーパーズ・フェリー町
- ランソン市
- シェパーズタウン町
- ボリバー町

### 未編入の町
| - ベイカートン - バーデイン - ブレア - ブルーマリー - ブルーリッジエーカーズ - ブラウンズコーナー - クリップスミル - ダフィールズ - イージプト | - イングル - フランクリンタウン - ホールタウン - ジェイムズタウン - ジョンソンタウン - ケイブルタウン - カーニーズビル - キーズフェリーエーカーズ - リータウン | - マニングス - メカニクスタウン - メクレンバーグハイツ - ミーアーズタウン - ミドルウェイ - ミルビル - モラークロスローズ - マウンテンミッション - リードソン | - リッポン - リバーサイド - シャノンデール - シェナンドージャンクション - シルバーグローブ - スキーターズビル - サミットポイント - ユービラ - ウィートランド |